# Бретонци
Бретонци (брет. Bretoned) су келтски народ, који претежно живи у француској покрајини Бретања, у којој их има око 3.100.000. Бретонци су већином католичке вероисповести, а говоре бретонским језиком и француским језиком. Бретонски језик спада у келтску групу индоевропске породице језика. Бретонци потичу од бритских досељеника са подручја Велике Британије (од чега им води порекло и етничко име), који су се од 4. до 6. века доселили на подручје данашње Бретање. 